# 麥克·梭夏

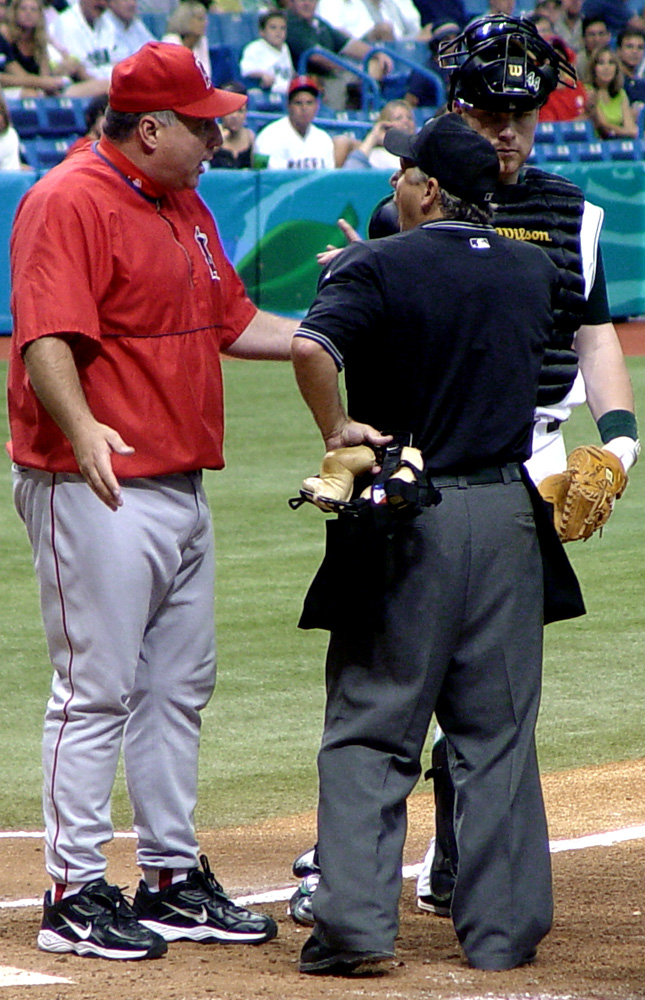
2005年的索夏

麥可·洛里·索夏（英語：Michael Lorri Scioscia，1958年11月27日—）生於賓夕法尼亞州（Pennsylvania）上達比鎮（Upper Darby Township）。之前在美國職棒大聯盟（Major League Baseball）擔任捕手和球隊總教練。綽號是「索希」（Sosh）。
索夏自1999年來擔任洛杉磯安那罕天使（Los Angeles Angels of Anaheim）的總教練。2002年，他帶領天使隊以外卡身分進季後賽，贏得隊史首座世界大賽（World Series）冠軍；2004年，又榮獲隊史第四次美國聯盟（American League,AL）西區冠軍（上一次是在1986年）；2005第五次美聯西區王座。
在2002年，索夏被美國棒球記者協會（Baseball Writers Association of America）選為美聯年度最佳總教練，這是大聯盟官方承認的一項殊榮。他也獲得體育新聞（The Sporting News）、今日美國（USA Today）的運動週刊（Sports Weekly）以及黑人聯盟（Negro Leagues）棒球博物館的同名獎項。
索夏在洛杉磯道奇（Los Angeles Dodgers）隊度過他的整個球員生涯（1980年-1992年），贏得兩次世界冠軍（1981年、1988年），且在1988年國聯冠軍賽（National League Championship Series,NLCS）轟出一發令人難忘的全壘打。

## 球員經歷
在1976選秀，索夏以第1輪第19順位被道奇隊選走。他的首度亮相，是在1980年換下史提夫‧伊格（Steve Yeager）上場，從此開始在道奇12年的球員生涯。他在唸費城（Philadelphia）近郊的春田高中（Springfield High School）時被選秀選中，而當時道奇的總教練湯米‧拉索達（Tommy Lasorda）說服了他與球隊簽約。
當我把索夏排在一號捕手時，記者們跑來告訴我：「史提夫‧伊格說：因為索夏是義大利裔，所以你把他排在一號。」我回答說：「這完全是胡扯，我之所以把他排在一號，是因為我是義大利裔。」
— 湯米‧拉索達
在1993年，索夏轉到聖地牙哥教士隊（San Diego Padres），但由於春訓時旋轉肌受傷而錯失該年所有的季賽。他的球員生涯終點是德州游騎兵隊（Texas Rangers），1994年他傷癒復出失敗，該季依然沒打到任何一場球。所以道奇隊可說是索夏在球員時代裡唯一真正打過球的球隊。
6呎2吋、230磅重的索夏，是以守備聞名的捕手。前道奇的副總裁亞爾‧坎帕尼斯（Al Campanis）宣稱，索夏是他46年的棒球資歷裡，看過最會擋住本壘板防止對方得分的捕手。1985年，有一次索夏在本壘板前，被聖路易紅雀隊（St. Louis Cardinals）的大砲傑克‧克拉克（Jack Clark）撞暈了，竟然還把球抓得牢牢地。索夏則說他下一個球季還有更嚴重的本壘衝撞。
最嚴重的一次衝撞是在1986年，和舊金山巨人隊（San Francisco Giants）的基里‧戴維斯（Chili Davis）。他身高六呎三吋，身材精壯，打球十分賣力，看起來就像名拳擊手阿波羅‧克里德（Apollo Creed）。撞到以後我眼冒金星、倒地不起，這也是我這一生--包括打美式足球那幾年，被撞最嚴重的一次，還真是恐怖。那球最後他出局，我也被抬出去了。
— 麥克‧索夏
索夏擋住本壘板、觸殺跑者的方法與一般捕手有些許不同。在觸殺時，平常捕手會以右手持球，與戴手套的左手一起碰觸跑者；索夏習慣用手套持球，且以單手碰觸跑者。索夏也認為，他採雙膝側跪的姿勢，有別於傳統的站著或單跪觸殺，可以減少受傷的機會。
索夏的確以耐操著稱。在1983年拉傷旋轉肌以致幾乎整季報銷以來，之後直到退休，他每年都打超過100場比賽。
在打擊上，索夏的表現則是普普通通，但以揮擊精確著稱，在生涯記錄中平均超過14個打數才被三振一次。也因此，他有時被排在二棒—這並非他這種體型魁梧且打擊率平平的球員常打的位置。他打擊表現最好的一年是1985年，打擊率.296、和當年國聯第二的.407上壘率。
1988年國聯冠軍賽第四戰9局，索夏從紐約大都會隊（New York Mets）的德瓦‧古登（Dwight Gooden）手中，敲出了石破天驚的追平分全壘打，道奇最後在延長賽中獲勝。雖然索夏正規賽季中僅有3支全壘打，但他這一轟在該系列賽道奇隊的最終勝利看來，的確扮演了關鍵的角色。
道奇隊能在1981和1988年奪冠，索夏絕對是功不可沒，他同時也是目前道奇隊史上先發場次最多的捕手（1395場）。
索夏的在1988年道奇冠軍隊友米奇‧海契（Mickey Hatcher）與奧菲多‧葛里芬（Alfredo Griffin），目前都是他率領天使教練團的成員。
索夏球員最後一年的薪資是218萬3千美元；而非正式估算，他的球員生涯總收入約1011萬美元。
生涯數據
| 出場數 | 打數  | 得分 | 安打  | 二安 | 三安 | 全壘打 | 四壞 | 三振 | 盜壘 | 打擊率 | 長打率 | 上壘率 |
| 1,441  | 4,373 | 398  | 1,131 | 198  | 12   | 68     | 567  | 307  | 29   | .259   | .356   | .344   |

## 職棒生涯成績
球員成績：
| 年度 | 球隊 | 出場數 | 打數 | 得分 | 安打 | 二壘打 | 三壘打 | 全壘打 | 打點 | 盜壘 | 四死 | 三振 | 打擊率 | 上壘率 | 長打率 |
| 1980 | LAD  | 54     | 134  | 8    | 34   | 5      | 1      | 1      | 8    | 1    | 12   | 9    | .254   | .313   | .328   |
| 1981 | LAD  | 93     | 290  | 27   | 80   | 10     | 0      | 2      | 29   | 0    | 36   | 18   | .276   | .353   | .331   |
| 1982 | LAD  | 129    | 365  | 31   | 80   | 11     | 1      | 5      | 38   | 2    | 44   | 31   | .219   | .302   | .296   |
| 1983 | LAD  | 12     | 35   | 3    | 11   | 3      | 0      | 1      | 7    | 0    | 5    | 2    | .314   | .400   | .486   |
| 1984 | LAD  | 114    | 341  | 29   | 93   | 18     | 0      | 5      | 38   | 2    | 52   | 26   | .273   | .367   | .370   |
| 1985 | LAD  | 141    | 429  | 47   | 127  | 26     | 3      | 7      | 53   | 3    | 77   | 21   | .296   | .407   | .420   |
| 1986 | LAD  | 122    | 374  | 36   | 94   | 18     | 1      | 5      | 26   | 3    | 62   | 23   | .251   | .359   | .345   |
| 1987 | LAD  | 142    | 461  | 44   | 122  | 26     | 1      | 6      | 38   | 7    | 55   | 23   | .265   | .343   | .364   |
| 1988 | LAD  | 130    | 408  | 29   | 105  | 18     | 0      | 3      | 35   | 0    | 38   | 31   | .257   | .318   | .324   |
| 1989 | LAD  | 133    | 408  | 40   | 102  | 16     | 0      | 10     | 44   | 0    | 52   | 29   | .250   | .338   | .363   |
| 1990 | LAD  | 135    | 435  | 46   | 115  | 25     | 0      | 12     | 66   | 4    | 55   | 31   | .264   | .348   | .405   |
| 1991 | LAD  | 119    | 345  | 39   | 91   | 16     | 2      | 8      | 40   | 4    | 47   | 32   | .264   | .353   | .391   |
| 1992 | LAD  | 117    | 348  | 19   | 77   | 6      | 3      | 3      | 24   | 3    | 32   | 31   | .221   | .286   | .282   |
| 合計 | 13年 | 1441   | 4373 | 398  | 1131 | 198    | 12     | 68     | 446  | 29   | 567  | 307  | .259   | .344   | .356   |

## 執教風格
索夏的執教風格一向被棒球媒體大書特書（尤其是南加州的媒體）。他有兩大特色：<1>「一次打一場」的態度，打完整季。<2>在攻擊方面講究「小球戰術」。比起其他多數總教練，他更敢於在手下球員受到不公對待時，跟裁判爭論。雖然索夏在球隊獲勝時略顯靦腆，但他經常站在休息區外面，為球員的精彩表現鼓掌喝采，是不爭的事實。
麥克真是始終如一。即使我們表現不好，他也不會表現出不悅的神色。他不會在這種時候在你身上施加更多壓力，避免你驚慌失措。他就只是讓你自己上場，去努力面對各種艱困和挑戰。
—戴林‧厄斯泰 （Darin Erstad）天使隊中外野手

### 一次打一場
索夏「一次打一場」的方式，在2002年天使精彩的球季和世界冠軍的奪得上，真正發揮了效應且受到注目。面對媒體時，他非常的耐心，來應對一般認為天使隊興奮於自己的表現，或是對該年西區冠軍—奧克蘭運動家隊（Oakland Athletics）戰績好壞的看法。他強調，每年162場比賽的確很多；而一隻球隊如果一直關注於下週、下個月甚至昨天的表現，就不能打好「今天」的比賽。
一些球隊的支柱，像是提姆‧賽門（Tim Salmon）、蓋瑞‧安德森（Garret Anderson）、戴林‧厄斯泰 （Darin Erstad）等都服從索夏的領導，拒絕公開評論諸如未來面臨的問題和過去的優良戰績等。當被問到時，他們常回答說，「我大可以在11月（季後）享受勝利的果實，但我現在全心全意投注的還是明天的比賽。」這種堅持，也使得球隊即使處於落後的情況下，也不放棄任何一場球賽

### 小球戰術
戰術上，索夏強調「小球」的攻擊模式，意謂著利用各種微小的方式取勝，包括盜壘、犧牲觸擊（包括強迫取分）、或突擊短打等，也重視平均打擊甚過於重視強力揮擊。
有些人認為這種風格比較適合國家聯盟（National League,NL），因為這些戰術往往在投手上場打擊時下達，以減少因投手不擅於打擊，而造成的戰力損失。由於美聯的投手並不需要打擊，所以這種戰術也比較少見。儘管天使是一隻美聯球隊，索夏仍然廣泛的運用小球戰術，並取得不錯的成果。

### 爭執
在天使教頭任內，索夏兩次被捲入敵對糾紛中。一次是與前天使球員荷西‧基延（Jose Guillen），另一次與華盛頓國民隊（Washington Nationals）總教練法蘭克‧羅賓森（Frank Robinson），國民也是現今基延效力的球隊。
基延在2004年與索夏起了一次嚴重的衝突，季後基延就離開天使隊。這個事件發生在季末一場對運動家隊的關鍵比賽中。當索夏把基延換下並讓代跑上場時，基延勃然暴怒，對著索夏大吼大叫。其實這件事只是把之前基延和隊上的一連串衝突的推上火線，索夏也作出將基延禁賽，不讓他參加接下來的季賽和季後賽的決定。這場風波中，球團高層都表達對索夏的支持，且季後將基延交易到國民隊。
因為基延的緣故，2005年國民隊作客安納罕，與天使的對戰變得眾所矚目。此系列戰開始前，索夏和基延都避免發表挑撥性的言論，宣稱事件已經過去，現在他們之間沒有芥蒂；但是此系列賽後來卻沒辦法保持和平進行。
在第二戰時，索夏換上布蘭登‧唐納利（Brendan Donnelly） 中繼。基延知道唐納利習慣用松焦油來協助握球，而這是違反大聯盟規則的。基延告訴總教練羅賓森這回事，於是羅賓森請主審檢查唐納利的手套。主審的確發現了松焦油，立刻把唐納利驅逐出場。
索夏從休息區裡走出來，他認為羅賓森是在吹毛求疵。他很不悅地告訴羅賓森說，現在開始他也要以放大鏡檢驗國民隊派出的投手。接下來不久，索夏果然就向主審抗議對方投手手套的線太長，並成功要求將之剪短。羅賓森則覺得是天使隊的球員先被抓到違規的，認為索夏此舉是在向他挑釁。這兩位總教練就在場上吵了起來，而兩隊球員也全部從休息區跑出來，使氣氛更加緊張。
雖然沒有任何肢體衝突，但基延明顯地表達了他對某些天使的前隊友、教練的不滿。他在過程中相當激動，屢次被他的國民隊友架住。稍晚基延擊出追平分全壘打，率國民擊敗天使。
之後，基延和羅賓森都公開批評索夏，表示他們不敬重這位天使隊的總教練。羅賓森甚至說即使索夏向他致歉，他也不接受。基延同時也承認即使他先前發表過聲明，其實他對上季末跟索夏的事情還頗介意，把索夏比喻為「一堆垃圾」。
索夏則堅稱他既沒有必要也不想要道歉，同時也拒絕再與基延或羅賓森舌戰，表示對於他們不尊敬他這檔子事不感興趣。

## 順帶一提
索夏是第17位以球員和總教練的身分，都贏過世界大賽冠軍的人。（其他人中有12位是同季中以球員/總教練的身分獲得）
索夏在兩場無安打比賽中接補，一場是1990年6月29日由佛南度‧瓦倫瑞拉（Fernando Valenzuela）對紅雀隊投出的；另一場1992年8月17日對巨人隊的，投手則是凱文‧葛羅斯（Kevin Gross）
1990年，索夏成為繼名人堂球員洛依‧坎帕內拉（Roy Campanella）以來，第一位在全明星賽先發的道奇捕手。
索夏是少數能說英語和西班牙語的總教練，且對母語並非西語的教練來說，這個能力更為少見。索夏常以流利的西班牙語受訪，而他的語言能力也使得他在中南美洲球員眾多的天使隊中相當吃得開。
除了例行的棒球工作以外，在1992，索夏也客串演出（The Simpsons），扮演一個獵鹿人/電廠職員。
他們打電話給我，問我有沒有興趣，恰巧是我最喜歡的節目。...每年我都收到像是4塊美金的追加費（residual）支票。...我也一一將它們兌現，免得造成他們會計部門的困擾。
—索夏，談到他在辛普森家庭中亮相。
索夏和佛南度‧瓦倫瑞拉、傑克‧波康特（Jack Perconte）一道出現在1981年托僕斯（Topps）新人棒球卡上。
索夏經常性參與天使隊的社區關懷活動。
他是南加州Howard's Appliance & Big Screen Superstore連鎖店的廣告代言人。
2002世界大賽索夏的對手，巨人隊的總教練，正是他當年道奇的隊友達斯蒂·貝克（Dusty Baker）。湯米‧拉索達指稱，他老早就知道這兩個手下將來會成為教練，因為他們富有好奇心且樂於學習。
索夏生涯中大多使用背號14，現在他擔任總教練，還是穿同樣背號的球衣。
梭夏在今天球季最後一場擊敗運動家後，正式宣布2019賽季不會再擔任天使隊的總教練，確定結束了長達19年在天使球團的工作

## 總教練成績
| 球隊       | 年度      | 正規賽 | 正規賽 | 正規賽 | 正規賽             | 季後賽 | 季後賽 | 季後賽 | 季後賽         |
| 球隊       | 年度      | 勝     | 敗     | 勝率   | 排名               | 勝     | 敗     | 勝率   | 備註           |
| ---------- | --------- | ------ | ------ | ------ | ------------------ | ------ | ------ | ------ | -------------- |
| 安那罕天使 | 2000      | 82     | 80     | .506   | 美聯西區第3        | -      | -      | .---   |                |
| 安那罕天使 | 2001      | 75     | 87     | .463   | 美聯西區第3        | -      | -      | .---   |                |
| 安那罕天使 | 2002      | 99     | 63     | .611   | 美聯西區第2 - 外卡 | 11     | 5      | .686   | 贏得世界大賽   |
| 安那罕天使 | 2003      | 77     | 85     | .586   | 美聯西區第3        | -      | -      | .---   |                |
| 安那罕天使 | 2004      | 92     | 70     | .568   | 美聯西區第1        | 0      | 3      | .000   | 輸掉美聯分區賽 |
| 天使       | 2005      | 92     | 70     | .568   | 美聯西區第1        | 4      | 6      | .400   | 輸掉美聯冠軍賽 |
| 天使       | 2006      | 89     | 73     | .568   | 美聯西區第2        | -      | -      | .---   |                |
| 天使       | 2007      | 94     | 68     | .590   | 美聯西區第1        | 0      | 3      | .400   | 輸掉美聯分區賽 |
| 天使       | 2008      | 100    | 62     | .617   | 美聯西區第1        | 1      | 3      | .250   | 輸掉美聯分區賽 |
| 天使       | 2009      | 97     | 65     | .599   | 美聯西區第1        | 5      | 4      | .556   | 輸掉美聯冠軍賽 |
| 天使       | 2010      | 80     | 82     | .494   | 美聯西區第3        | -      | -      | .---   |                |
| 天使       | 2011      | 86     | 76     | .531   | 美聯西區第2        | -      | -      | .---   |                |
| 天使       | 2012      | 89     | 73     | .549   | 美聯西區第3        | -      | -      | .---   |                |
| 天使       | 2013      | 78     | 84     | .481   | 美聯西區第3        | -      | -      | .---   |                |
| 天使       | 2014      | 98     | 64     | .605   | 美聯西區第1        | 0      | 3      | .000   | 輸掉美聯分區賽 |
| 天使       | 2015      | 85     | 77     | .525   | 美聯西區第3        | -      | -      | .---   |                |
| 天使       | 2016      | 74     | 88     | .457   | 美聯西區第4        | -      | -      | .---   |                |
| 天使       | 2017      | 80     | 82     | .494   | 美聯西區第2        | -      | -      | .---   |                |
| 天使       | 2018      | 80     | 82     | .494   | 美聯西區第2        | -      | -      | .---   |                |
| 合計:19年  | 合計:19年 | 1650   | 1428   | .536   | -                  | 21     | 27     | 0.438  |                |

## 其他連結
- 麥克·梭夏在美國職棒（英语）
- 麥克·梭夏在Baseball-Reference.com（大聯盟）（英语）
- 麥克·梭夏在Baseball-Reference.com（小聯盟以及海外聯盟）（英语）
- 麥克·梭夏在SABR（英语）
- 麥克·梭夏在ESPN（MLB）（英语）
- 麥克·梭夏在FanGraphs.com（英语）
- 麥克·梭夏在The Baseball Cube（英语）
- 麥克·梭夏在Olympedia（英语）

| 前任： 喬·梅登   | 安那罕天使總教練 2000年–2018年 | 繼任： Brad Ausmus |
| 前任： 盧·皮涅拉 | 年度最佳教練獎 2002年          | 繼任： Tony Peña   |